# Locr
locr (eine Verschleifung des englischen locator, „Positionsgeber“) ist eine auf Geotagging basierende Foto-Sharing-Plattform. Der Online-Dienst bietet eine innovative Methode, Fotos anhand von Ortsinformationen zu organisieren. Basierend auf diesen Informationen, werden zu jedem Foto automatisch Beschreibungen erzeugt und die Position des Fotos auf einer Karte angezeigt. Grundlage für diese Dienste sind Fotos mit Geotags. Ein Geotag liefert die Information über die Position, an der das Foto gemacht wurde, und wird entweder durch GPS erzeugt oder aber auch manuell definiert.

## Geschichte
Locr wurde im September 2006 in Braunschweig (Deutschland) gegründet. Das Unternehmen präsentierte die Entwicklung erstmals auf der CeBIT 2007 in Hannover einer breiten Öffentlichkeit.
Seit 2014 verlagert locr den Schwerpunkt seiner Unternehmenstätigkeit mehr in Richtung kostenpflichtiger Geodaten-Services. Die Fotoplattform existiert zwar noch, ist aber auf der Startseite der Webpräsenz von locr deutlich weniger präsent als früher, auch ist es seit März 2016 nicht mehr möglich, Accounts mit zusätzlichen Funktionen (pro-upgrade) zu schalten.

## Funktionen
Mit Hilfe einer speziellen Methode versieht Locr Fotos mit automatisch generierten Ortsbeschreibungen und ermöglicht so eine übersichtliche Archivierung und Verwaltung der Bilder. Die Visualisierung der Positionen erfolgt auf digitalen Landkarten, Luft- und Satellitenbildern. Im Rahmen der Locr Internet Community können Nutzer Fotos hochladen, in Fotoalben archivieren und mit Freunden, Bekannten oder allen Internetnutzern interaktiv austauschen.
Die Benutzer können sich die Fotos auf einer Weltkarte anzeigen lassen und durch Verändern des Kartenausschnitts auf Fotos beliebiger Regionen zugreifen. Außerdem lassen sich Fotos und Alben anderer Benutzer nach weiteren Kriterien durchsuchen.
Wikipedia-Artikel werden passend zu den Bildern und/oder der Umgebung bereitgestellt; zusätzlich werden in der Nähe aufgenommene Fotos angezeigt, so dass man die Umgebung erkunden kann.

## Datenschutz und Zugriffsbeschränkungen
Bei Locr gespeicherte Bilder brauchen nicht zwangsweise öffentlich gemacht zu werden. Es gibt für den Nutzer die Einteilung in private und öffentliche Bilder. Nur letztere werden auf einer Landkarte sowie in einer Galerie bei Locr allen Nutzern angezeigt. Darüber hinaus können unterschiedlichen Personengruppen verschiedene Zugriffsrechte eingeräumt werden.
Weiterhin besteht die Möglichkeit, sich die Bilder in Google Earth anzeigen zu lassen.

## Tags und Kategorien
Klassisches Kategorisieren verliert im Internet gegenüber dem Tagging, der Zuordnung von Stichworten, an Bedeutung. So gibt es bei Locr zwar für den einzelnen Benutzer die Kategorien öffentliche Fotos, private Fotos sowie einige Abstufungen, die jedermann zugänglichen Bilder werden aber zunächst nur nach den Koordinaten sortiert. Die Einteilung der Bilder in locr Fotos (Fotos die eindeutig ihrem Aufnahmeort zugeordnet werden können, hauptsächlich Landschaftsaufnahmen und Sehenswürdigkeiten) und Alle Fotos ermöglicht die Sortierung der Fotos nach Inhalten. Anhand ebenfalls georeferenzierter Daten vergibt das System automatisch Tags wie z. B. Hannover, wenn die Aufnahme dort gemacht wurde.

## Hochladen der Fotos
Es gibt mehrere Möglichkeiten, die Fotos mit Geotags zu versehen und auf die Plattform zu laden:
Das manuelle Geotaggen bietet sich an, wenn die Fotos keine integrierten GPS-Daten haben. Anwender können über ein Formular das Foto hochladen und manuell auf einer Karte den Ort festlegen, an dem dieses Foto aufgenommen wurde.
Eine weitaus komfortablere Version des „Geotaggens“ bietet die Nutzung der GPS-Daten aus externen GPS-Empfängern oder GPS-Empfängern in Mobiltelefonen und PDAs.
Mit der Digitalkamera aufgenommene Fotos können mit der Software locr GPS Photo über den Zeitstempel mit den GPS-Empfängern synchronisiert werden und so später eindeutig einer Position zugeordnet werden. Diese um die GPS-Daten erweiterten Fotos können dann mit derselben Software auf locr.com hochgeladen werden. Dort werden dann automatisch die Position sowie weitere Informationen angezeigt.
Die eleganteste Versionen bietet das Verwenden des Programms locr GPS Photo for Symbian, das das direkte Hochladen vom Mobiltelefon auf locr.com ermöglicht.
Für das iPhone gibt es ebenfalls eine sogenannte „App“ (locr upload), mit der man Bilder „geotaggen“ und hochladen kann.